# Мурдозеро (озеро, Вологодская область)
Мурдозеро — пресноводное озеро на территории Девятинского сельского поселения Вытегорского района Вологодской области.

## Общие сведения
Площадь озера — 0,6 км². Располагается на высоте 189,0 метров над уровнем моря.
Озеро имеет неправильную квадратную форму. Берега каменисто-песчаные, преимущественно возвышенные.
С юго-восточной стороны озера вытекает безымянный водоток, впадающий с правого берега в реку Андому, впадающую, в свою очередь, в Онежское озеро.
С западной стороны в Мурдозеро впадает протока, вытекающая из озера Белого.
Острова на озере отсутствуют.
Населённые пункты и автодороги вблизи водоёма отсутствуют.
Код объекта в государственном водном реестре — 01040100611102000019784.